# 凱撒撞擊坑
凱撒撞擊坑（英語：Kaiser）是一個位於火星挪亚區的撞擊坑，中心座標是46.6° S，340.9° W。該撞擊坑直徑為207公里，以荷蘭天文學家弗雷德里克·凱撒命名。

## 圖集

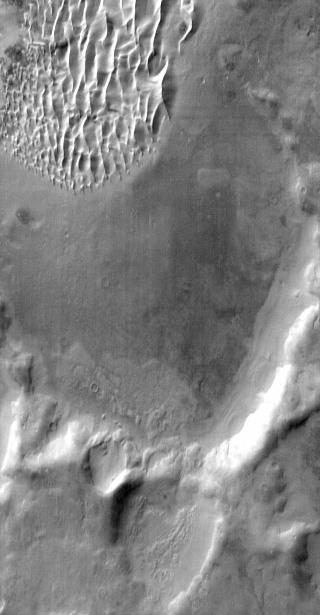
凱撒撞擊坑南側坑壁細節，2001火星奧德賽號的 THEMIS 在火星白晝拍攝的紅外線影像。
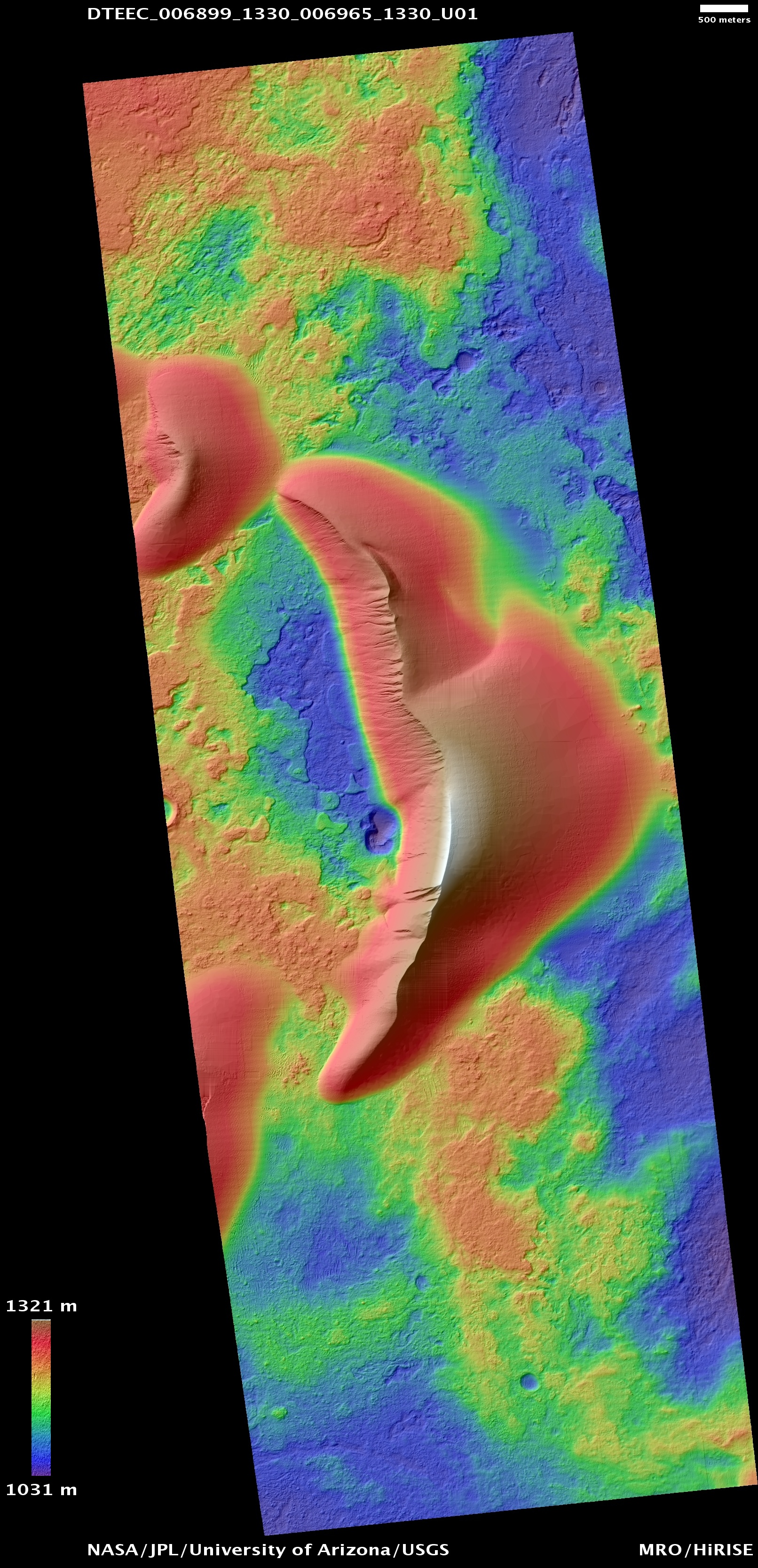
凱撒撞擊坑內新月型砂丘的數值地形模型。可見崩塌滑行面的特徵。

## 外部連結
- Active Dune Gullies in Kaiser Crater - HiRISE（页面存档备份，存于）
- Kaiser Crater（页面存档备份，存于） (direct link（页面存档备份，存于）)